# آنترزیبن‌برون
آنترزیبن‌برون (به آلمانی: Untersiebenbrunn) یک منطقهٔ مسکونی در اتریش است که در ناحیه گنزرندورف واقع شده‌است. آنترزیبن‌برون ۱٬۴۰۰ نفر جمعیت دارد.